# A1GP
A1GP was een raceklasse voor auto's die werd verreden in een wereldwijd landenkampioenschap. De bedenker van de serie is sjeik Maktoum Hasher Maktoum Al Maktoum die graag voor het publiek attractieve races wilde zien. A1GP was opgezet als een tegenhanger van de Formule 1, de grootste en bekendste raceklasse die er is. A1GP hoopte de spanning te bieden die bij de Formule 1 enkele jaren ontbrak. De A1GP werd gezien als het wereldkampioenschap voor landenteams.
Op 25 september 2005 werd de allereerste A1-GP-race verreden op Brands Hatch. Nelson Piquet jr. won met Team Brazilië deze race.
De A1GP werd na het laatste seizoen 2008-2009 opgeheven. Door financiële problemen kon het kampioenschap niet meer plaatsvinden. Inmiddels is de inboedel verkocht. Na vier jaar kwam er op deze manier een einde aan de autosportklasse.

## Kampioenen
| Seizoen   | Chassis | Motor   | Banden            | Races | Teams | Coureurs | Kampioen (aantal punten) | 2e (aantal punten)  | 3e (aantal punten)     |
| --------- | ------- | ------- | ----------------- | ----- | ----- | -------- | ------------------------ | ------------------- | ---------------------- |
| 2005-2006 | Lola    | Zytek   | A Avon Rubber plc | 11    | 25    | 58       | Frankrijk (172)          | Zwitserland (121)   | Groot-Brittannië (97)  |
| 2006-2007 | Lola    | Zytek   | A Avon Rubber plc | 11    | 24    | 61       | Duitsland (128)          | Nieuw-Zeeland (93)  | Groot-Brittannië (92)  |
| 2007-2008 | Lola    | Zytek   | A Avon Rubber plc | 10    | 22    | 46       | Zwitserland (168)        | Nieuw-Zeeland (127) | Groot-Brittannië (126) |
| 2008-2009 | Ferrari | Ferrari | M Michelin        | 14    | 21    | 43       | Ierland (112)            | Zwitserland (95)    | Portugal (92)          |

## De auto's

### Eerste generatie

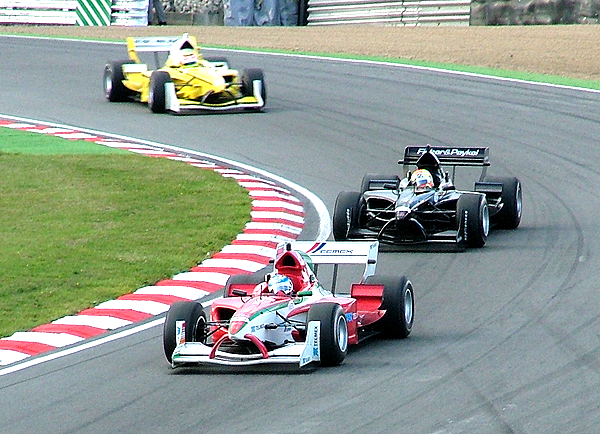
Eerste generatie A1 (Lola)

De gebruikte auto's waren zogenaamde single seaters, wat inhoudt dat er maar één rijder in de auto kan zitten. De auto's waren speciaal voor deze serie gebouwd door chassisbouwer Lola en voorzien van een 3,4 Liter V8 Zytek motor en Cooper (Avon) banden.
Alle auto's in de A1 Grand Prix waren identiek, waardoor de afstelling en de feedback van de coureur cruciaal waren. De voordelen hiervan waren dat alle auto's erg dicht bij elkaar zaten, ze reden even hard. De bedoeling hiervan was dat er veel actie op de baan zou komen, met name door inhaalacties.
Normaal gesproken levert de motor 520 paardenkracht aan vermogen en heeft een koppel van 442 newtonmeter. Als de PowerBoost wordt gebruikt, kan de motor tijdelijk meer toeren maken en komt er 30 pk extra vermogen vrij. Hierdoor kan beter ingehaald worden, maar de verdedigende auto kan de extra kracht ook gebruiken om zijn plek te behouden. De PowerBoost kon in de sprintrace viermaal, in de hoofdrace achtmaal worden gebruikt.
Om nog meer aan de wens voor attractieve races tegemoet te komen was de auto zo ontwikkeld dat er weinig verstorende turbulentie optrad zodat achteropkomende auto's hier geen last van hadden. Doordat er weinig turbulentie was, nam de downforce die de vleugels van de auto's veroorzaken maar weinig af. Hierdoor konden auto's kort achter elkaar rijden zonder prestatieverlies en was inhalen makkelijker, wat de races spannender en mooier maakte.

### Tweede generatie

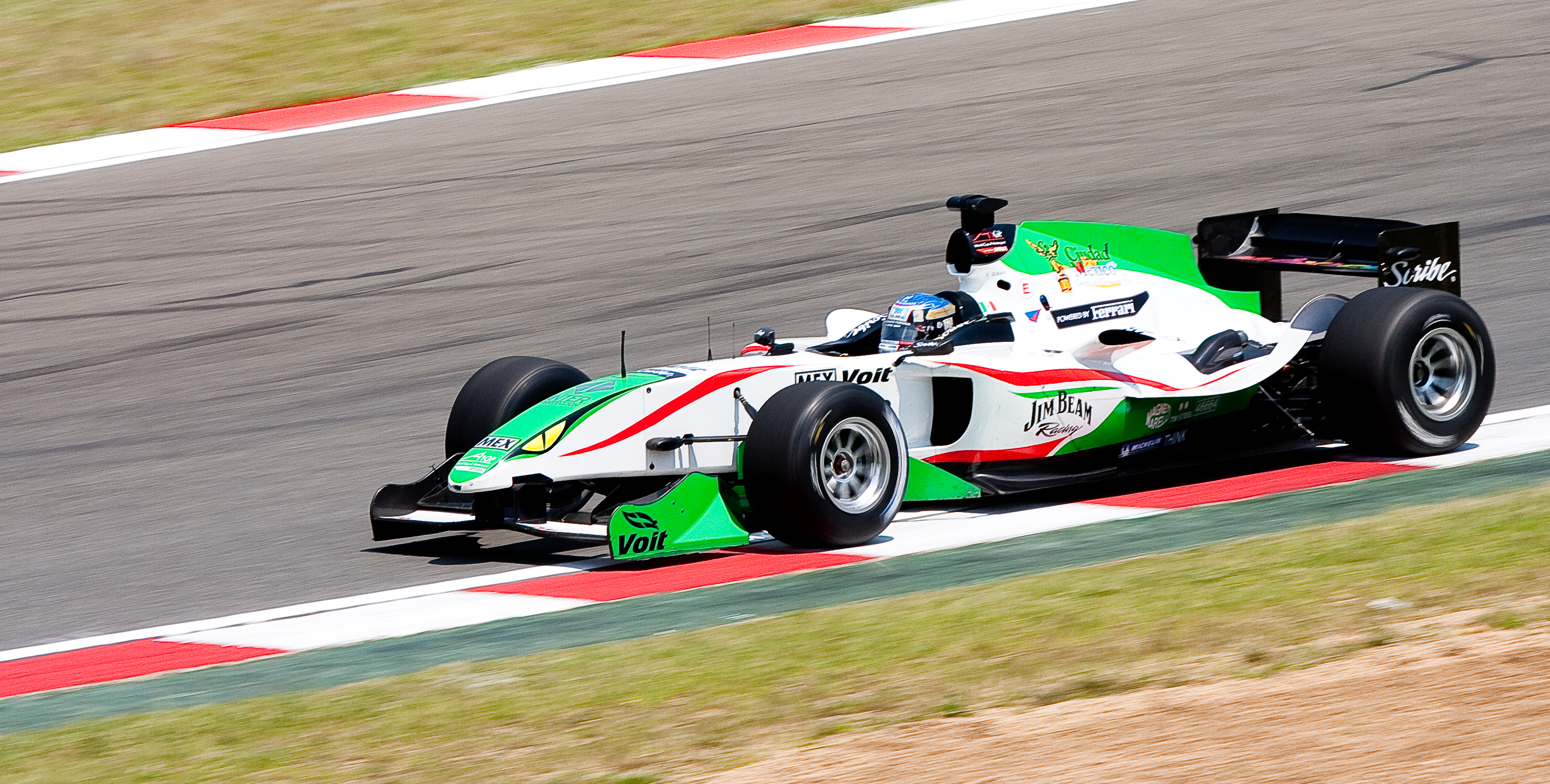
Tweede generatie A1 (Ferrari)

Vanaf het seizoen 2009 werd door alle teams gebruikgemaakt van de Ferrari A1 wagen. Deze single seater was gebaseerd op de F2004, een Formule 1 wagen waarmee Michael Schumacher voor Scuderia Ferrari de nodige successen heeft behaald. De auto's waren voorzien van Michelin-slicks. De motor, eveneens gebouwd door Ferrari, was een 600pk sterke V8.

## Landenteams

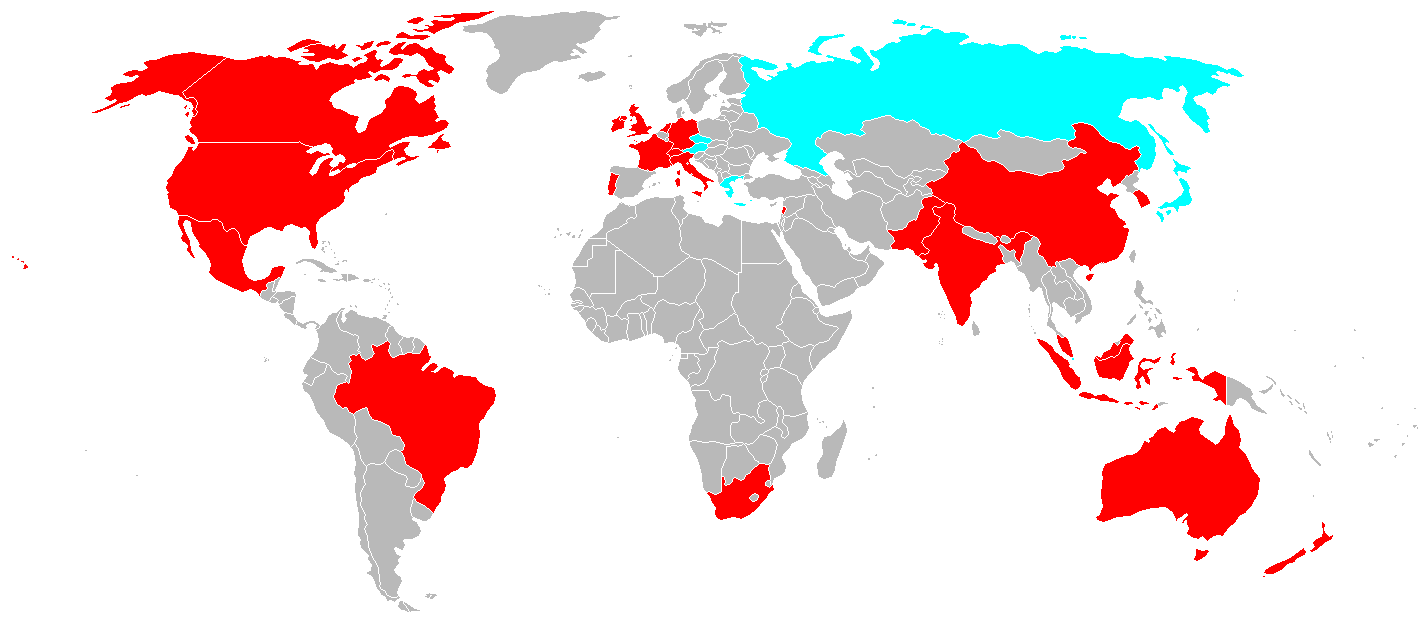
De herkomst van de landenteams.
Huidige deelnemer
Voormalig deelnemer
Toekomstig deelnemer

A1 Grand Prix begon met 25 landenteams die ieder één auto inschreven. De deelnemende landen waren: Australië, Brazilië, Canada, China, Duitsland, Frankrijk, Groot-Brittannië, Ierland, India, Indonesië, Italië, Japan, Libanon, Maleisië, Mexico, Nederland, Nieuw-Zeeland, Oostenrijk, Pakistan, Portugal, Rusland, Tsjechië, Verenigde Staten, Zuid-Afrika en Zwitserland.
In het tweede seizoen werden Singapore en Griekenland toegevoegd. Landen die in het tweede seizoen niet meer deelnamen waren, Japan, Oostenrijk, Portugal en Rusland. Gedurende het tweede seizoen haakte Griekenland af. Portugal kwam in latere seizoenen wel weer terug.

### Nederland
Het Nederlandse team heette A1 Team Nederland, Jan Lammers was de teammanager. Voor het seizoen 2005/2006 was Jos Verstappen eerste coureur en Jeroen Bleekemolen reservecoureur. Het Nederlandse team had voor het seizoen 2006/2007 Jeroen Bleekemolen als eerste coureur en Renger van der Zande als reservecoureur. In het seizoen 2007/2008 was Jeroen Bleekemolen weer eerste coureur en Arie Luyendyk jr. reservecoureur. In het seizoen 2008/2009 reden Jeroen Bleekemolen en Robert Doornbos zij aan zij om te strijden tegen de andere landen
Het Nederlandse team schreef geschiedenis in de A1 Grand prix, door als eerste deelnemer met mechanische pech uit te vallen. 29 januari 2006 bracht Jos Verstappen de eerste overwinning in een hoofdrace naar team Nederland, nadat hij team Zwitserland in de laatste ronde was gepasseerd. Team Zwitserland kreeg in de laatste ronde te maken met een remprobleem.

## Raceweekenden
A1 Grand Prix was in tegenstelling tot de meeste autorace kampioenschappen een winterserie. Dit betekent dat het kampioenschap in de nazomer begon, en eindigde in het voorjaar. De hele winter door waren er races, deze werden dan gereden waar dat mogelijk was vanwege de weersomstandigheden, dus met name op het zuidelijk halfrond.

### Vrije Trainingen
Op vrijdag waren er vier vrije trainingen van ieder een uur, twee Rookie Tests (trainingen voor 'Rookies', beginnelingen) en twee trainingen voor de vaste coureurs. Op zaterdag volgde nog een vrije training van een uur.

### Kwalificatie
Zaterdag waren er vier kwalificatiesessies van ieder 10 minuten, met daartussen steeds 10 minuten pauze. Ieder land mocht per sessie drie ronden rijden (outlap, vliegende ronde en inlap) en kon dus één tijd neerzetten. In de eerste en in de tweede kwalificatie reed het team twee tijden, de beste tijd telde voor de startopstelling voor de sprintrace vormen.
In de derde en vierde kwalificatie werden ook weer twee tijden gereden waarvan de beste tijd de startopstelling voor de Feature Race bepaalde.

### Races
Op zondag werden er twee races gereden, een sprintrace en een hoofdrace. De sprintrace had een rollende start en duurde 30 minuten. De puntentelling was gelijk aan die van de oude puntentelling van de formule 1, namelijk: eerste 10, tweede 8, derde 6 en de vierde tot en met achtste 5 aflopend tot 1 punten.
De hoofdrace duurde 70 minuten en had een staande start. De puntentelling week af van de sprintrace, namelijk: De winnaar kreeg 15 punten, de nummer twee kreeg er 12, de nummer drie 10, de nummer vier 8 aflopend tot 1 punt voor de nummer tien.
Voor de snelste ronde werd er elke race (in zowel de hoofdrace als sprintrace) een extra punt toegekend.
Alle punten werden toebedeeld aan de landenteams, coureurs krijgen geen punten.
Omdat de organisatie voor de start van de eerste race van het seizoen 2008/2009 niet genoeg auto's tot hun beschikking hadden om alle teams van auto's te voorzien, telden alleen de punten van de beste negen van de tien weekenden.

### Punten
| Pos.          | Punten     | Punten    | Prijzengeld | Prijzengeld |
| Pos.          | Sprintrace | Hoofdrace | Sprintrace  | Hoofdrace   |
| ------------- | ---------- | --------- | ----------- | ----------- |
| 1             | 10         | 15        | $100,000    | $200,000    |
| 2             | 8          | 12        | $70,000     | $130,000    |
| 3             | 6          | 10        | $50,000     | $100,000    |
| 4             | 5          | 8         | $35,000     | $75,000     |
| 5             | 4          | 6         | $30,000     | $50,000     |
| 6             | 3          | 5         | $20,000     | $40,000     |
| 7             | 2          | 4         | $15,000     | $25,000     |
| 8             | 1          | 3         | $10,000     | $20,000     |
| 9             |            | 2         | $7,000      | $13,000     |
| 10            |            | 1         | $3,000      | $7,000      |
| snelste ronde | 1          | 1         |             |             |

### Pitstops
Tijdens de sprintrace was het verplicht om één pitstop te maken en de banden te wisselen. In de hoofdrace moesten er twee stops gemaakt worden, de eerste tussen ronde 8 en ronde 20, de tweede verschilde per race. Er mochten hierbij slechts 6 monteurs aan de auto werken. De lollipop-man, iemand om de auto op te tillen en per band één monteur.

## Coureurs
Per land mochten in één raceweekend meerdere coureurs rijden. Coureurs die in een van de vrije trainingen gereden hadden mochten meedoen aan de kwalificatie en/of de race. Er mochten dus per weekend maximaal drie coureurs rijden per land. Het was dus toegestaan dat voor één land verschillende coureurs deelnamen aan de kwalificatie, sprintrace en hoofdrace.

## Doorstart
Op 8 december 2011 maakte het Nederlandse bedrijf Primrose bekend dat het een doorstart wilde gaan maken met de A1GP. Uiteindelijk kwam deze doorstart niet van de grond. In een later stadium zijn er nog wel een aantal auto's van de eerste generatie ingezet in een andere nieuw gevormde raceklasse, de FA1. Deze door het evenementenbureau Acceleration 14 en het Nederlandse ISRA BV gevormde competitie werd omlijst met andere raceklassen en veel (live-)muziek, en resulteerde in een (voorlopig) eenmalig – en tevens ook alweer ingekort – kampioenschap over vijf races, welke tussen april en oktober 2014 werden verreden. Een hierna aangekondigde fusie tussen FA1 en een nieuwe partner Auto GP leidde in 2015 opnieuw niet tot een doorstart.